# ハクバビューティー
ハクバビューティー（白馬姫、2010年4月15日 - ）とは、ばんえい競馬に所属していた競走馬である。牝馬。ばんえい競走馬史上初の白毛馬として注目されていた。

## 概要
2010年4月15日、北海道浦幌町にて出生。両親（父:キタノコウテイ・母:第二富士姫）はともに鹿毛で、突然変異により白毛馬が誕生した。右目は青色。兄にオープン馬フクドリ（せん馬）、キョウエイボーイ（牡馬）。
2012年4月20日、帯広競馬場にて開催された平成24年度第2回能力検査の第4競走に出走し、7頭中5着で合格。ばんえい競馬史上初の白毛馬が誕生となった。同年5月21日に初めてレースに出走した。
しかし、6戦して未勝利に終わり、競走馬登録を抹消されて繁殖牝馬となり、2014年には白毛の牡馬を出産している。

## 血統表
表内の「ペル」はペルシュロン、「ブル」はブルトン、「ベルジ」はベルジアンを表す。
| ハクバビューティーの血統         | ハクバビューティーの血統              | ハクバビューティーの血統         | （血統表の出典）                        | （血統表の出典）        |
| 父 半血 キタノコウテイ 1994 鹿毛 | 父の父半血 ロングボーイ 1982 栗毛     | ベルジ マルゼンストロングホース  | ベルジ コントリビユター                 | ベルジ コントリビユター |
| 父 半血 キタノコウテイ 1994 鹿毛 | 父の父半血 ロングボーイ 1982 栗毛     | ベルジ マルゼンストロングホース  | ベルジ ジヤネツトスプレムドフアルクール |                         |
| 父 半血 キタノコウテイ 1994 鹿毛 | 父の父半血 ロングボーイ 1982 栗毛     | 半血 朝姫                        | ペル 楓朝                               | ペル 楓朝               |
| 父 半血 キタノコウテイ 1994 鹿毛 | 父の父半血 ロングボーイ 1982 栗毛     | 半血 朝姫                        | 半血 政月                               |                         |
| 父 半血 キタノコウテイ 1994 鹿毛 | 父の母半血 ワカヒメ 1984 鹿毛         | 半血 ソラチホウシユウ            | ペル 第二オデオン                       | ペル 第二オデオン       |
| 父 半血 キタノコウテイ 1994 鹿毛 | 父の母半血 ワカヒメ 1984 鹿毛         | 半血 ソラチホウシユウ            | 半血 博栄                               |                         |
| 父 半血 キタノコウテイ 1994 鹿毛 | 父の母半血 ワカヒメ 1984 鹿毛         | ペル系 旭姫                      | ペル 二世ロツシーニ                     | ペル 二世ロツシーニ     |
| 父 半血 キタノコウテイ 1994 鹿毛 | 父の母半血 ワカヒメ 1984 鹿毛         | ペル系 旭姫                      | ペル系 アプ姫                           |                         |
| 母 半血 第二富士姫 1997 鹿毛     | 母の父半血 マツノコトブキ 1979 鹿毛   | ペル 二世ロツシーニ              | ペル ロツシーニ                         | ペル ロツシーニ         |
| 母 半血 第二富士姫 1997 鹿毛     | 母の父半血 マツノコトブキ 1979 鹿毛   | ペル 二世ロツシーニ              | ペル 明雪                               |                         |
| 母 半血 第二富士姫 1997 鹿毛     | 母の父半血 マツノコトブキ 1979 鹿毛   | 半血 初姫                        | 半血 アンリユー                         | 半血 アンリユー         |
| 母 半血 第二富士姫 1997 鹿毛     | 母の父半血 マツノコトブキ 1979 鹿毛   | 半血 初姫                        | 半血 姫桜                               |                         |
| 母 半血 第二富士姫 1997 鹿毛     | 母の母半血 ビユウテイクイン 1986 栗毛 | 半血 富士                        | ブル ブリジヤドウ                       | ブル ブリジヤドウ       |
| 母 半血 第二富士姫 1997 鹿毛     | 母の母半血 ビユウテイクイン 1986 栗毛 | 半血 富士                        | 半血 第二白藤                           |                         |
| 母 半血 第二富士姫 1997 鹿毛     | 母の母半血 ビユウテイクイン 1986 栗毛 | 半血 勇姫                        | ブル キプロク                           | ブル キプロク           |
| 母 半血 第二富士姫 1997 鹿毛     | 母の母半血 ビユウテイクイン 1986 栗毛 | 半血 勇姫                        | 半血 雅勇                               |                         |
| 5代内の近親交配                  | 二世ロツシーニ、ロツシーニ、明雪      | 二世ロツシーニ、ロツシーニ、明雪 | 二世ロツシーニ、ロツシーニ、明雪        | [ § 2 ]                 |
| 出典                             | 1. 2.                                 | 1. 2.                            | 1. 2.                                   | 1. 2.                   |